# Endocaulos mangorense
Endocaulos mangorense là một loài thực vật có hoa trong họ Podostemaceae. Loài này được (Perr.) C.Cusset mô tả khoa học đầu tiên năm 1972.